# Odcinek

Prosta, półprosta i odcinek. Dla prostej i półprostej widać tylko fragment mieszczący się na rysunku. Wypełnione kółeczka symbolizują punkty na końcach odcinka i na początku półprostej, które także do odcinka i półprostej należą.

Odcinek – część prostej zawarta pomiędzy dwoma jej punktami z tymi punktami włącznie. Odcinek w całości zawiera się wewnątrz tej prostej.
W przestrzeni trójwymiarowej z kartezjańskim układem współrzędnych {\displaystyle XYZ} odcinek o końcach {\displaystyle (x_{1},y_{1},z_{1}),\ (x_{2},y_{2},z_{2})} jest zbiorem punktów {\displaystyle (x,y,z)} opisanych układem równań
{\displaystyle {\begin{cases}x=(1-t)x_{1}+tx_{2},\\[2pt]y=(1-t)y_{1}+ty_{2},\\[2pt]z=(1-t)z_{1}+tz_{2},\end{cases}}}
gdzie:
{\displaystyle 0\leqslant t\leqslant 1.}
W przestrzeni jednowymiarowej (na osi liczbowej) definicja ta ogranicza się do pierwszej równości:
{\displaystyle x=(1-t)x_{1}+tx_{2}}
przy {\displaystyle 0\leqslant t\leqslant 1,} stając się równoważną definicji przedziału {\displaystyle [x_{1},x_{2}].}
W przestrzeni dwuwymiarowej powyższy układ sprowadza się do dwóch pierwszych równań. W przestrzeni o większej liczbie wymiarów należy dopisać kolejne równania.

## Uogólnienie na przestrzenie wektorowe
W dowolnej przestrzeni wektorowej odcinek {\displaystyle AB} (tzn. odcinek o końcach {\displaystyle A} i {\displaystyle B} będących punktami tej przestrzeni) jest zbiorem punktów leżących „pomiędzy” {\displaystyle A} i {\displaystyle B} jako ich średnie ważone przy dowolnych nieujemnych wagach:
{\displaystyle AB=\{(1-t)\cdot A+t\cdot B:\ 0\leqslant t\leqslant 1\}.}
Dla przestrzeni z kartezjańskim układem współrzędnych definicja ta, poprzez rozpisanie warunków na poszczególne współrzędne, wprost sprowadza się do definicji podanej powyżej.

## Uogólnienie na przestrzenie metryczne
W przestrzeni metrycznej odcinek o końcach {\displaystyle A} i {\displaystyle B} można definiować jako zbiór punktów {\displaystyle X} tej przestrzeni leżących „pomiędzy” {\displaystyle A} i {\displaystyle B} jako spełniających warunek:
odległość od {\displaystyle A} do {\displaystyle B} równa jest sumie odległości od {\displaystyle A} do {\displaystyle X} i od {\displaystyle X} do {\displaystyle B.}
Algebraicznie warunek ten wyraża się jako równość:
{\displaystyle \sigma _{AB}=\sigma _{AX}+\sigma _{XB},}
gdzie {\displaystyle \sigma _{PQ}} jest odległością pomiędzy {\displaystyle P} i {\displaystyle Q} według metryki obowiązującej w danej przestrzeni.